# Marie-Nicole Dumont
Marie-Nicole Vestier, coniugata Dumont (Parigi, 8 settembre 1767 – Limoges-Fourches, 30 novembre 1846), è stata una pittrice francese.

## Biografia
Nata a Parigi nel 1767, Marie-Nicole Vestier era figlia del ritrattista Antoine Vestier (1740-1824) e di Marie-Anne Révérend, figlia del maestro smaltatore Antoine Révérend. Il padre dipinse molti ritratti di membri della sua famiglia: la moglie Madame Vestier, il primogenito Nicolas Vestier (1765-1816), la figlia e i nipoti. Aveva un secondo fratello che morì in tenera età, René-Jean Vestier (1768-1778).

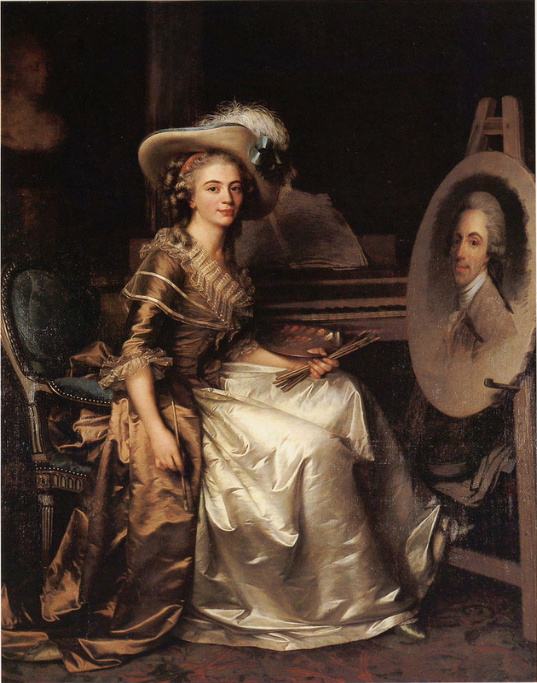
Antoine Vestier, Ritratto di Marie-Nicole Vestier (1785), Buenos Aires, collezione privata.

Di lei si conoscono diversi ritratti eseguiti dal padre, incluso quello del 1783, La figlia dell'artista, che si trova oggi alla National Gallery di Edimburgo. Nel 1785 un suo ritratto che dipinge il ritratto del padre fu esposto al Salon di Parigi. Questo dipinto ebbe una grande influenza sulla carriera di Antoine Vestier, tanto che gli valse un posto all'Académie royale ed è considerato una delle sue opere migliori.
Ritrattista di fama, Marie-Nicole Vestier sposò il miniaturista François Dumont il 25 agosto 1789 ed ebbero due figli e una figlia: Aristide Laurent Dumont (1790-1853), scultore, che morì al Palazzo di belle arti di Parigi, senza figli; Antoine Bias Dumont (1792-c. 1870), direttore di una casa di detenzione e poi ispettore di una compagnia di assicurazioni, sposato, ebbe un figlio che morì prima di lui; ed Élisabeth Dumont, che sposò un M. Bouchaud.
Suo marito, pittore alla corte reale, ottenne da Luigi XVI un appartamento al Louvre. Lavorando nell'entourage della regina Maria Antonietta, Marie-Nicole Dumont fece la conoscenza di molte artiste dell'epoca, tra cui Anne Vallayer-Coster, capo del gabinetto di pittura della regina e le sorelle Marguerite e Marie-Anne Gérard, quest'ultima moglie di Jean-Honoré Fragonard.
Per diversi anni le fu impedito di esporre le proprie opere al Salon, ma nel 1793 espose l'autoritratto L'autrice nelle sue occupazioni. Per molti anni si è ipotizzato che la Vestier fosse l'artista che ricevette molti consensi dalla critica per la sua opera, esposta nel 1785 a Place Dauphine; ricerche più recenti hanno dimostrato che in realtà si trattava di Angélique-Louise Verrier.
Dell'artista si conoscono pochi dipinti e sembra che abbia smesso di dipingere dopo la nascita dei figli, ma probabilmente lavorava nello studio del marito, accanto a lui..
Morì il 30 novembre 1846 nella sua casa di campagna a Limoges-Fourches, una proprietà che il marito aveva acquistato nel gennaio 1789.

Il suo autoritratto presentato al Salon del 1793 è stato acquisito dal Museo della Rivoluzione francese di Vizille nel 2017.

Opere di Marie-Nicole Dumont
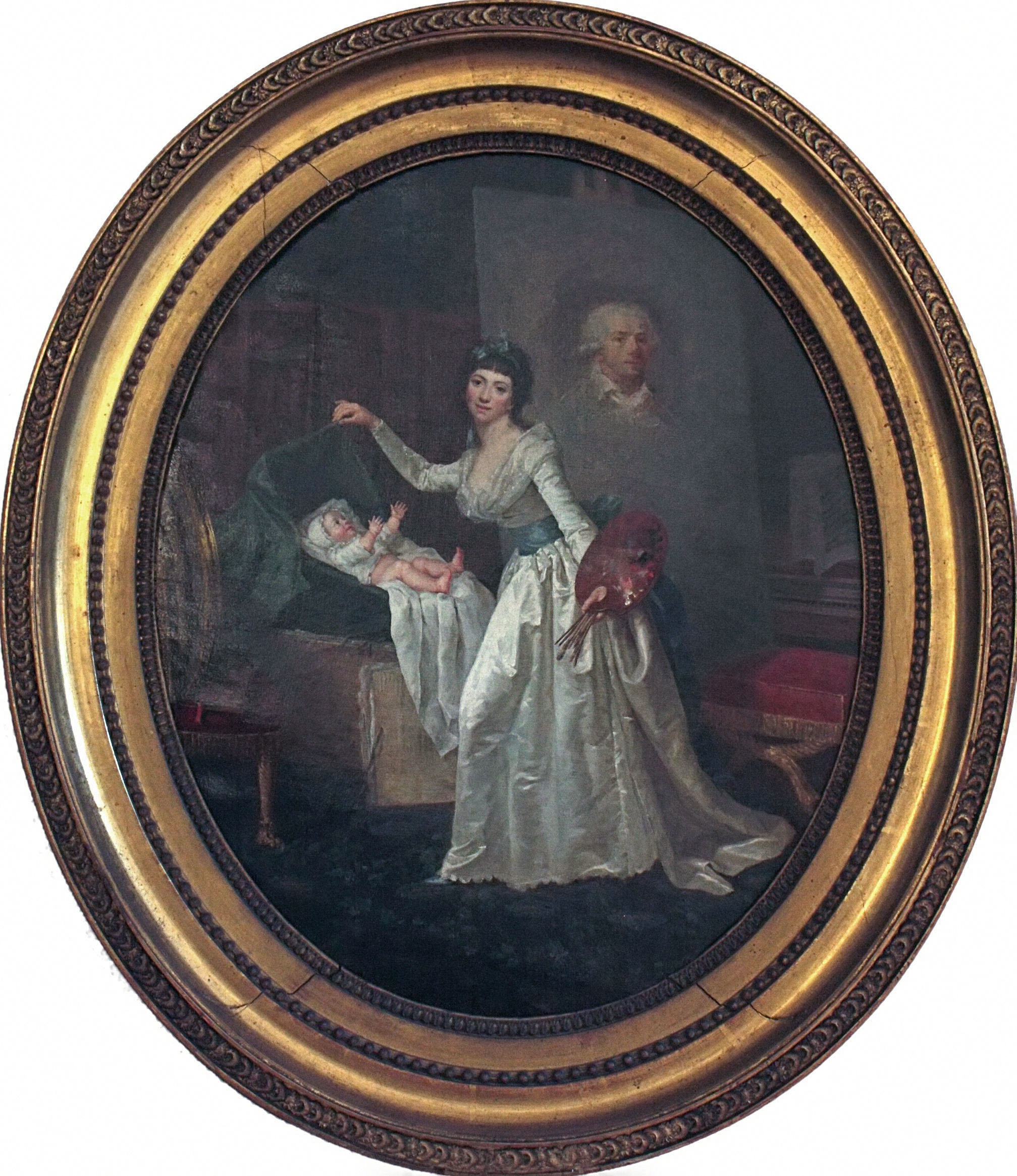
L'autrice alle sue occupazioni (1793), Vizille, Museo della Rivoluzione francese
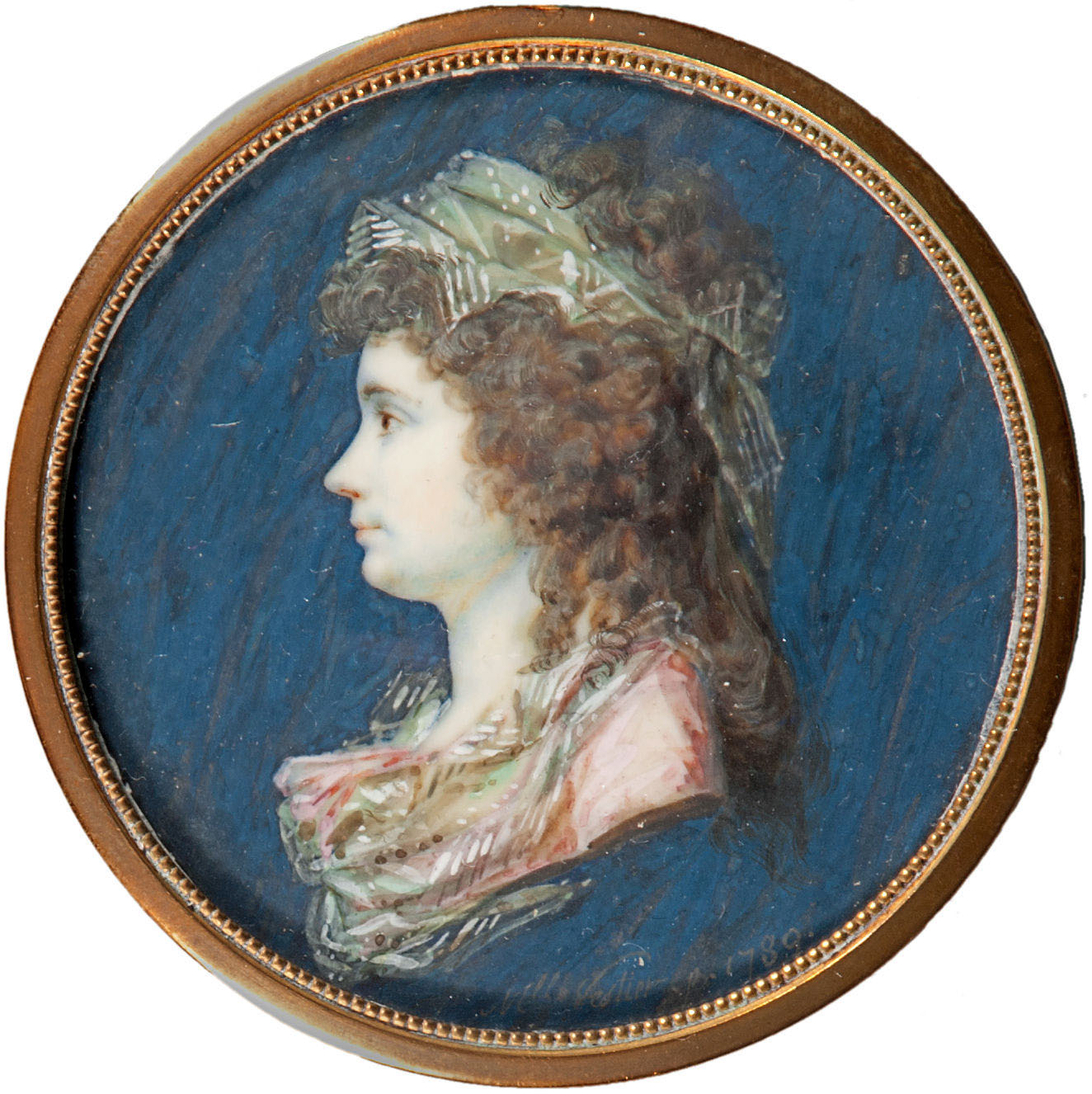
Ritratto di fanciulla di profilo, Stoccolma, Museo nazionale.